# Crew Dragon Freedom
Crew Dragon Freedom (Dragon Capsule C212) é uma nave Crew Dragon fabricada e operada pela SpaceX. Ela é utilizada no Programa de Tripulações Comerciais. Ela iniciou sua primeira missão no dia 27 de abril de 2022, como parte da SpaceX Crew-4.

## História
No dia 23 de março de 2022 foi anunciado que a C212 viria a ser chamada Freedom. O astronauta Kjell Lindgren disse que o nome foi escolhido por celebrar um direito humano fundamental, junto da indústria e inovação que emanam-se do espírito humano quando não se encontra com problemas. A cápsula também honra o Freedom 7, a cápsula que levou Alan Shepard no primeiro voo espacial tripulado dos Estados Unidos.